# روي ياماغوتشي
روي ياماغوتشي (باليابانية: ロイ・ヤマグチ) هو طاهي ياباني، ولد في 1956 في طوكيو في اليابان.